# 心華
心華（シンファ、英語: Xin Hua）は、吉本興業の子会社Gynoidが企画・製作、ヤマハが開発し、台湾の華創文化有限公司が販売している中国語女性VOCALOIDである。
2015年4月24日、日本で販売開始された。2015年6月27日、上海望乗信息科技有限公司を通して中国大陸で販売開始された。
2017年9月22日には、VOCALOID4に対応した新音源が発売。中国語版と日本語版があり、日本語版は自然な歌声を奏でる「Natural」と、安定しつつも力のある歌声「Power」の2種類のライブラリが搭載されている。

## キャラクター設定
心華の姿は台湾・日本で有名なイラストレーターVOFANが原画を担当し、音声は台湾の王文儀が提供している。
命名にあたって、台湾にある道徳的考え：「最も美しい風景は人の心である」や、『詩経』の中の「桃之夭夭、灼灼其華」が参考にされた。桃の樹と桃の花が、心華の可愛さと青少年の青春模様を表している。
- 名前：心華（シンファ、Xin Hua）
- 年齢：16歳
- 身長：160 cm
- 音域：G#2 - E4
- 言語：中国語
- テンポ：60 - 200 BPM
- 声優：王文儀

## 声優選抜
- 2013年8月、GYNOIDは中国語音源となる声優の募集を開始した[5]。
- 2013年9月、声優候補は「王文儀」、「范綉文」、「薛晴」の三人に絞られたと発表した[6]。
- 2015年1月、台湾初発のVOCALOID「心華」のニュースが流れ、声優は「王文儀」となった[7]。

## 公式デモンストレーション曲
1. 詩：作曲：doriko，作詞：茶米（dav），編曲：Linia，Vocal Manipulate：惟(ゆい)、よみ，公開日期：2015-01-23[8][9][10]。
2. 魔法旋律：作曲：cake，作詞：cake、Gom、shito，中国語作詞：茶米(dav)､優名，編曲：HoneyWorks，吉他&貝斯：Oji，混音：Kaoru，Vocal Manipulate：惟（ゆい）、よみ，挿絵：ヤマコ・ろこる，PV：ziro，日本語字幕：ホームラン，公開日期：2015-02-06[11][12][13]。
3. 御守：作曲：Hoskey，作詞：大盛君，日本語作詞：優名，編曲：Hoskey，Vocal Manipulate：惟（ゆい）、薛南，挿絵：SIBYL，PV：玄月（PVAMAZING），公開日期：2015-05-10[14][15][16]。
4. 譲我為你唱：作曲：Alex，作詞：茶米（dav），編曲：Alex，日本語作詞：優名，Vocal Manipulate：惟（ゆい）、よみ，Acoustic Guitar：squid wu，Electric Guitar：alexbmusic，Bass：tetsuyanao，挿絵：SIBYL，公開日期：2015-12-30[17][18][19]。

## 関連記事
- VOCALOID
- v flower
- 鳴花ヒメ・ミコト